# Laurent Desbiens
Laurent Desbiens (Mons-en-Barœul, 16 de septiembre de 1969) es un ciclista francés. Fue profesional de 1992 a 2001, donde su victoria más importante fue la consecución de la 11.ª etapa del Tour de Francia 1997 en Perpiñán.

## Biografía
El 24 de julio de 2013 su nombre apareció en el informe publicado por el senado francés como uno de los treinta ciclistas que habrían dado positivo en el Tour de Francia 1998 con carácter retrospectivo, ya que analizaron las muestras de orina de aquel año con los métodos antidopaje actuales.

## Palmarés
1992
- Gran Premio Cholet-Pays de Loire
- Tour de Gironde

1993
- Cuatro Días de Dunkerque, más 1 etapa

1994
- 1 etapa del Gran Premio de Midi Libre

1996
- 1 etapa del Tour de l'Oise

1997
- 1 etapa del Gran Premio de Midi Libre
- 1 etapa del Tour de Francia

1998
- À travers le Morbihan

1999
- 1 etapa del Critérium del Dauphiné

## Resultados en las grandes vueltas
| Carrera         | 1992 | 1993  | 1994 | 1995 | 1996 | 1997  | 1998 | 1999  | 2000 | 2001  |
| --------------- | ---- | ----- | ---- | ---- | ---- | ----- | ---- | ----- | ---- | ----- |
| Giro de Italia  | -    | 71.º  | -    | Ab.  | -    | -     | -    | -     | -    | 102.º |
| Tour de Francia | -    | 109.º | Ab.  | -    | -    | 127.º | 61.º | 100.º | Ab.  | Ab.   |
| Vuelta a España | -    | -     | -    | -    | -    | Ab.   | -    | -     | -    | -     |
| Mundial en Ruta | -    | -     | -    | -    | -    | -     | -    | -     | -    | -     |

-: no participa

Ab.: abandono